# Neverending Nightmares
Neverending Nightmares（日本語: ネバーエンディングナイトメア）はインフィニタップ・ゲームズが開発したサイコロジカルホラーゲーム。2014年9月26日にSteam版とOuya版が配信され、後にPlayStation 4版、PlayStation Vita版、Nintendo Switch版が配信された。過酷な制作環境や経済的な不安が原因で持病の強迫性障害とうつ病を悪化させた製作者であるMatt Gilgenbachの体感した感覚を再現した作品となっている。Gilgenbachが多くの時間と私財を投げ打ったにもかかわらず売り上げが不調だった前作『Retro/Grade』での経験から、最後の作品として自身の夢をテーマに製作した。

## システム
本作は横スクロールアドベンチャーゲームとなっている。本作の操作は単純で、喘息持ちの主人公が敵をやり過ごすために隠れたり、走ったりするほか、多少のギミックを解決する程度の操作である。本作ではサバイバルホラーをテーマとした他のゲームに見られるような武器などはない。そのため敵と遭遇した場合、前述した二つの行動ぐらいしか取れないため、敵を避けて隠れるように進むことが重要となっている。製作者によると本作はプレイヤーがゲームをプレイしていることを忘れて恐怖体験に集中できるよう、あえてシンプルな操作だけにしたと述べている。

## プロット
本作は悪夢に悩まされる主人公トーマス・スミス（演:Josh Grelle）が、自身の精神世界を彷徨いながら、悪夢の正体に迫るというのが大筋である。ストーリーは主人公の目の前に立つ少女が、口から血が溢れ出し、それが主人公によるものだと気づく描写から始まる。その直後、悪夢から目覚めた主人公はさらなる悪夢から逃れるため、自身の悪夢を探索することとなる。複数の悪夢は相互に繋がっており、トーマスは悪夢の中で目覚めることで異なる夢へと渡り、現実世界での目覚めを目的に旅をすることとなる。トーマスの悪夢におけるキーパーソンのガビィ（演:Elizabeth Maxwell）は、夢の中で現実の関係である妹以外にも、妻、娘、あるいは精神科医としてトーマスの前に現れる。ガビィとトーマスの関係が、ストーリーの根幹となっている。Gilgenbachによると、ガビィの立場はトーマスにとって象徴的な意味を持ち、悪夢の中で同一人物であっても違う立場となることは自身の夢でよく見られた現象であると発言している。
エンディングに関してGilgenbachは具体的な意味を伝えてしまうことはプレイヤーのゲーム内容への思索というゲームの重要な要素を崩壊させてしまうとして言及していないが、一般的な事柄として以下のことを述べている。本作は3つのエンディングが存在し、それぞれ異なった現実として、何が現実であるのかすら分からない悪夢として矛盾することを意図して作られた。
- 結末への転落 - 最もどのようにキャラクターが現実に適合するか理解しやすいエンディングであるとGilgenbachは発言した[15]。
- 崩れた夢 - Gilgenbachはこのエンディングを最も自由度が高いものとしている[16]。このエンディングに至るには二つのルートがあり、それぞれガビィの立場が異なったものであるとしている[17]。これはガビィの立場よりトーマスの気持ちが重要で、夢の中では理由のないことが起きるのが当たり前のことで、その理解はプレイヤーの視点に任せているとしている[16]。
- 気ままな夢見る者 - このエンディングはキャラクター同士の関係が最も明確であるが、悪夢の内容は不明確であるとGilgenbachはしている[18]。このエンディングに関して、Gilgenbachはプレイヤーにエンディングであると思って欲しくなく、終わらない悪夢として、悪夢から抜け出していないことを示唆するエンディングにしている[19]。

## 開発

### 資金
元々Gilgenbachは『Retro/Grade』の発売で次作の製作費を回収できると考えていたが、『Retro/Grade』の高い評価とは裏腹に販売は上手く行かず、費用は不足していた 。一時期は次作を作ることすら諦めるほどだった。2012年12月より本作の製作を開始したGilgenbachは、当時クラウドファンディングに出すにはコンセプトやデモンストレーションが十分であると考えておらず、コンサルタントの仕事や小切手で資金を確保した。その後クラウドファンディングの中でGilgenbachは資金的な援助だけではなく、プレイヤーの意見を反映するなど製作上での支援を受けたいと考え、それを実行するに至った。
本作はKickstarterにて99000ドルを目標額として2013年8月28日に開始された。同年9月30日にこのキャンペーンは締め切られ、目標額を上回る106722ドルの調達に成功した。

### ゲームデザイン
鉛筆画、あるいはペン画を思わせる独特のグラフィックは、Gilgenbachが幼少期に所持していたエドワード・ゴーリーの絵本やゴーリーがオープニングアニメーションを担当した『Mystery!』から影響を受けたものである。本作の美術は主な担当であるJoe Grabowskiの他に二名が担当した。
本作の精神的な恐怖感、特に敵キャラクターによる主人公の内面性の象徴は、Gilgenbachが今までプレイした中で最も怖いゲームとして挙げている『サイレントヒル2』の影響を受けたものである。他に本作に影響を与えた作品として、ゲームでは『Amnesia: The Dark Descent』、映画はスタンリー・キューブリックの『シャイニング』やアジアンホラー作品として『呪怨』、『回路』、『極道恐怖大劇場 牛頭 GOZU』を挙げている。書籍ではノンフィクションの『恐怖の心理学―あるいは心の矛盾』(原題: The Philosophy of Horror: Or, Paradoxes of the Heart)の他、ハワード・フィリップス・ラヴクラフトの著作の影響を挙げている。

### シナリオ
Gilgenbachは本作のエンディングについて、それぞれのエンディングが全てが現実ではないように感じられるように作成したとしている。これは、エンディングそのものより悪夢の物語のテーマや要素に注目できるようにしたいからと述べている。また、全てのエンディングを見ることで、プレイヤーがGilgenbachの伝えたいことの全体像を伝えられるようにしたいと語った。本作ではテーマと感情が重要で、Gilgenbachが最も伝えたいものであるとしている。またジュブナイルのようにポルノグラフィーとしてではない、大人が通過する考えや気持ちを物語りたいとした。
本作に関してGilgenbachは極めて個人的なプロジェクトであると述べており、プレイヤーによるGilgenbachの経験の追体験や、他の精神病患者へのメッセージ、自身へのセラピーなどを目的として挙げている。このうち他の精神病患者へのアプローチについては、同じく強迫性障害を患ったプレイヤーから感謝のメールをもらうなど、成果を上げたとしている。

### 音楽
音楽に関しては『Retro/Grade』を担当したSkyler McGlothlinが制作した。Gilgenbachはほとんど具体的な指示を出さず、サイレントヒルのサウンドトラックやラストモードの作品を提案したものの、何が具体的なインスピレーションになったかは聞いていないという。本作のサウンドトラックは2014年10月10日に発売された。
| 全作曲: Skyler McGlothlin。 |                        |       |                   |       |
| #                           | タイトル               | 作詞  | 作曲・編曲        | 時間  |
| 1.                          | 「Theme of Despair」   |       | Skyler McGlothlin | 03:17 |
| 2.                          | 「Weeping Angel」      |       | Skyler McGlothlin | 02:50 |
| 3.                          | 「Eternal Dread」      |       | Skyler McGlothlin | 04:29 |
| 4.                          | 「Last Lullaby」       |       | Skyler McGlothlin | 04:48 |
| 5.                          | 「Death Wall」         |       | Skyler McGlothlin | 04:47 |
| 6.                          | 「Screaming Darkness」 |       | Skyler McGlothlin | 09:51 |
| 7.                          | 「Unending Decline」   |       | Skyler McGlothlin | 05:20 |
| 8.                          | 「Impending Doom」     |       | Skyler McGlothlin | 09:54 |
| 9.                          | 「Lost Boy」           |       | Skyler McGlothlin | 05:52 |
| 10.                         | 「Still Dreaming」     |       | Skyler McGlothlin | 11:12 |
| 11.                         | 「The End」            |       | Skyler McGlothlin | 06:24 |
| 12.                         | 「Counting Down」      |       | Skyler McGlothlin | 00:29 |
| 合計時間:                   | 合計時間:              | 69:13 |                   |       |

### エンジン
本作は独自のエンジンを開発し、C++とOpenGL、SDLを使用して作成された。アニメーションは3Dにインスパイアされた、軸に基づいたもので、これによってテクスチャの容量の低下と滑らかな動作が可能となった。

## 販売
本作は2014年9月26日にSteam及びOuyaにて発売され、英語(音声含む)、フランス語、イタリア語など8言語のインターフェースに適応された。Steamの日本語版は2015年1月9日より配信された。2016年10月時点では14の言語に適応されている。
2016年2月25日、PlayStationブログ上でPS4とPS Vitaで本作が配信されることが決定した。当初は4月から6月頃の配信を予定しており、シナリオの分岐などが追加されることが発表された。その後5月3日にリリースされることが発表され、予定通り配信された。日本では2016年5月19日にPlayStation 4及びPlayStation Vita版が配信された。2020年にはNintendo Switchでの配信が発表された。
本作のファングッズとして2016年時点で、アートブック、製作者のコメンタリー、デザイナーズノートブック、未刊行の小説が販売されている。
日本では2016年8月18日から26日までの30%オフのセールスの一環として、「抱いて眠ると悪夢から覚めなくなるかもしれない『ネバーエンディングナイトメア』オリジナル抱き枕」のプレゼントキャンペーンを実施した。

## 評価

### 発売前
本作は発売以前に一定の評価がされていた。IGNの記事では2014年の背後を振り返りたくないホラーゲーム13作品の一作に選ばれた。ゲームジャーナリストのアダム・セスラーはゲームフェスティバルのPenny Arcade Expoで開発版をプレイした際に非常に興味深いと述べ、製作者と関係性の深い物語をテーマにしている点で2013年発売のゲームである『Gone Home』と比較した。

### Steam/OUYA版
本作はゲームの雰囲気やグラフィックが高く評価された。その一方で単調な操作やシナリオが短すぎる点、ホラーゲームにあるプレイヤーを恐怖させる演出が足りないとする意見が目立った。ゲーム評価のウェブサイトであるMetacriticに寄せられた評価によると、最高得点がGame Revolutionの5点中4.5点、最低得点がRiot Pixelsの100点中25点であった。
ゲームスターは本作がグラフィックや音楽からくる雰囲気は成功しているとしつつも、最も重要なポイントとなる恐怖感とゲーム性において失敗しているとした。

### PS4/PS Vita版
マルチタレントのピエール瀧は雑誌連載の中で本作について触れ、主人公のパジャマという無防備な姿やろうそく一本の明かりだけで深い暗闇の中を歩かなくてはならないことが、恐怖心を煽る要素になっていると述べた。

### 受賞
| \| 日付 \| 賞 \| 部門 \| 候補 \| 結果 \| 出典 \| \| -------------- \| ------------------------------------------ \| ------------------------ \| ---------------------- \| ---------- \| ---- \| \| 2014年6月12日 \| The Escapist's Best of E3 2014 \| ゲーム・オブ・ザ・イヤー \| Neverending Nightmares \| ノミネート \| [66] \| \| 2014年9月7日 \| PAX13 \| 私たちのよだれ賞 \| Neverending Nightmares \| 受賞 \| [67] \| \| 2014年9月10日 \| PAX Prime 2014 \| 金色の寿司賞 \| Neverending Nightmares \| 受賞 \| [68] \| \| 2014年12月26日 \| Giant Bomb 's 2014 Game of the Year Awards \| 最も美しいゲーム賞 \| Neverending Nightmares \| ノミネート \| [69] \| \| 2014年12月30日 \| Giant Bomb 's 2014 Game of the Year Awards \| ベストホラーゲーム賞 \| Neverending Nightmares \| ノミネート \| [70] \| |                                            |                          |                        |            |        |
| 日付 | 賞                                         | 部門                     | 候補                   | 結果       | 出典   |
| 2014年6月12日 | The Escapist's Best of E3 2014             | ゲーム・オブ・ザ・イヤー | Neverending Nightmares | ノミネート | [ 66 ] |
| 2014年9月7日 | PAX13                                      | 私たちのよだれ賞         | Neverending Nightmares | 受賞       | [ 67 ] |
| 2014年9月10日 | PAX Prime 2014                             | 金色の寿司賞             | Neverending Nightmares | 受賞       | [ 68 ] |
| 2014年12月26日 | Giant Bomb 's 2014 Game of the Year Awards | 最も美しいゲーム賞       | Neverending Nightmares | ノミネート | [ 69 ] |
| 2014年12月30日 | Giant Bomb 's 2014 Game of the Year Awards | ベストホラーゲーム賞     | Neverending Nightmares | ノミネート | [ 70 ] |

## メディアミックス
pixivの運営するウェブサイト「MANGA pixiv」にて2017年11月29日、作画担当は加藤片、シナリオ担当はSUNPLANTで漫画「Neverending Nightmares」の連載が開始される。